# ヴァーシティー作戦
ヴァーシティー作戦（ヴァーシティーさくせん、英語: Operation Varsity）は、第二次世界大戦末期の1945年3月にアメリカ軍とイギリス軍が共同して行ったライン川渡河作戦の一つである。ルール工業地帯包囲が目的だった。結果は連合国軍が勝利しライン川渡河がより円滑に行われた。